# Gregorius Manteiro
Gregorius Manteiro SVD (* 12. März 1924 in Larantuka, Oost-Nusa Tenggara, Niederländisch-Indien; † 10. Oktober 1997) war ein indonesischer Ordensgeistlicher und römisch-katholischer Erzbischof, der unter anderem zwischen 1989 und 1997 Erzbischof von Kupang war.

## Leben
Gregorius Manteiro empfing am 24. Oktober 1951 die Priesterweihe als Priester der Steyler Missionare, einer am 8. September 1875 in den Niederlanden unter dem Namen Gesellschaft des Göttlichen Wortes gegründeten Ordensgemeinschaft. Am 13. April 1967 wurde er zum Bischof von Kupang ernannt. Als solcher empfing er am 15. August 1967 von Gabriel Wilhelmus Manek SVD, dem Erzbischof von Ende, die Bischofsweihe, an der der Bischof von Atambua Theodorus van den Tillaart SVD und der Bischof von Denpasar Paul Sani Kleden SVD als Co-Konsekratoren teilnahmen. Dabei setzte er sich auch für den Einsatz der Steyler Missionsschwestern auf Flores und Timor ein.
Nachdem das Bistum Kupang zum Erzbistum erhoben wurde, wurde Gregorius Manteiro am 23. Oktober 1989 erster Erzbischof von Kupang und bekleidete dieses Amt fast acht Jahre lang bis zu seinem Tode am 10. Oktober 1997. Sein Nachfolger wurde daraufhin Peter Turang.
Gregorius Manteiro spendete am 25. April 1986 die Bischofsweihe für Girulfus Kherubim Pareira. Darüber hinaus wirkte er als Co-Konsekrator an den Bischofsweihen von Vitalis Djebarus (5. Mai 1973), Anton Pain Ratu (21. September 1982) sowie seinem Nachfolger Peter Turang am 27. Juli 1997, nur wenige Monate vor seinem Tode.

## Hintergrundliteratur
- Karel A. Steenbrink: Catholics in Independent Indonesia: 1945–2010, S. 222, BRILL, 2015, ISBN 9-0042-8542-3 (Online-Version)